# Hey, Man!
Hey, Man! (Hej, muži!) je pátý singl z desky Whoa, Nelly! kanadské zpěvačky Nelly Furtado. Singl byl vydán hlavně Německu a ve Velké Británii.
Píseň opět produkovalo duo Gerald Eaton a Brian West. Furtado o písni řekla: „Je to hodně popová písnička, ale i trochu rocková. Na demo nahrávce jsme měli nahrány i sbory, ale znělo to trochu jinak než jsme chtěli.“
Videoklip k písni se natáčel v Londýně.

## Umístění ve světě
| Hitparáda (2002) | Umístění |
| ---------------- | -------- |
| Kanada           | 20       |
| Německo          | 49       |
| Nizozemsko       | 87       |

## Úryvek textu
Hey, man, don't look so scared.
You know I'm only testing you out.
Hey man, don't look so angry,
you're real close to figuring me out.